# Edward Adelbert Doisy
Edward Adelbert Doisy (Hume, 3. studenog 1893.  - St. Louis, 23. listopada 1986.), američki biokemičar.
1943. godine dobio je Nobelovu nagradu za fiziologiju ili medicinu s Henrikom Damom za njihov otkriće vitamina K i njegove kemijske strukture.

## Vanjske poveznice
- (engl.)Zaklada Nobel Životopis